# Ashanti Gold Sporting Club

O Ashanti Gold Sporting Club, ou simplesmente Ashanti Gold, é um clube de futebol da cidade de Obuasi, em Gana.

## História
Foi fundado em 1978 por um grupo de empregados da Ashanti Goldfields Corporation. O auge da equipe aconteceu na década de 1990, onde o clube conquistou três Campeonatos Ganeses, uma Copa de Gana, além de ser finalista da Liga dos Campeões da CAF em 1997, que na época possuía o nome de Copa Africana dos Campeões. O clube joga no Estádio Len Clay, com capacidade para 30.000 pessoas, onde o nome do estádio foi concedido para homenagear Len Clay, um dos administradores do clube e coordenador da Ashanti Goldfields Corporation.

## Títulos
| NACIONAIS | NACIONAIS            | NACIONAIS | NACIONAIS               |
|           | Competição           | Títulos   | Temporadas              |
| --------- | -------------------- | --------- | ----------------------- |
| Gana      | Ghana Premier League | 4         | 1994, 1995, 1996, 2015. |
| Gana      | Ghana FA Cup         | 2         | 1993, 2019.             |

### Outros Títulos e campanhas
- Copa Telecom Gala: 1995/96.

Campanhas de destaques
Liga dos Campeões da CAF
- vice campeão : 1997